# Artaxastra

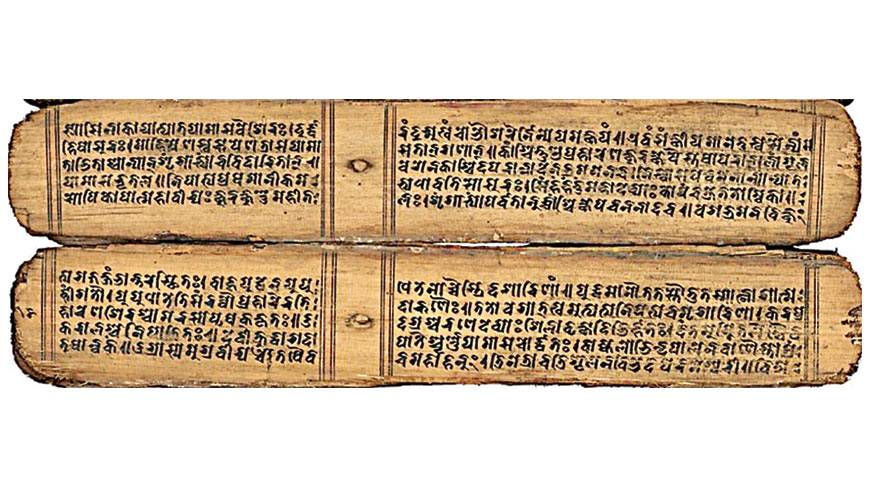
Fragmento do Artaxastra escrito em placas de madeira

Artaxastra, Artasastra ou Arthashastra (AITS: Arthaśāstra) é um antigo tratado indiano sobre estadismo, política econômica e estratégia militar escrito em sânscrito. Seu autor é Cautília (Kauṭilya), também chamado de Vichnugupta (Viṣṇugupta) e Chanakya (c. 350−283 a.C.), que foi um estudioso em Taxila e o professor e guardião do imperador Chandragupta Máuria, o fundador do Império Máuria. O texto foi influente até o século XII, quando desapareceu. Foi redescoberto em 1904 por Rudrapatnam Shamasastry, que publicou-o em 1909. Roger Boesche descreve o Artaxastra como "um livro de realismo político, um livro de análise de como o mundo político realmente funciona e não de como ele deveria funcionar, um livro que revela, para um rei, quais medidas calculistas e às vezes brutais ele deve tomar para preservar o Estado e o bem comum.".
Centralmente, o Artaxastra argumenta como, em uma autocracia, uma economia sólida e eficiente pode ser gerenciada. Discute a ética da economia e os deveres e obrigações de um rei. O escopo do Artaxastra é, contudo, muito mais amplo que estatismo, e oferece um esboço de todo o quadro jurídico e burocrático para gerir um reino, com uma riqueza detalhes culturais descritivos sobre tópicos como a mineralogia, mineração e metais, agricultura, pecuária, medicina e o uso de animais selvagens. O Artaxastra também foca sobre assuntos de bem-estar (por exemplo, redistribuição da riqueza durante uma fome) e ética coletiva que mantêm uma sociedade unida.

## Autoria, data de escrita e estrutura
A autoria e a data na qual foi escrita são desconhecidas, e há evidências de que os manuscritos remanescentes não são originais e foram modificados ao longo de sua história, e provavelmente adquiriram a forma atual entre os séculos III e II a.C.. Olivelle afirma que os manuscritos remanescentes do Artaxastra são produto de uma transmissão que envolveu ao menos três grandes camadas sobrepostas, que juntas consistem em 15 livros, 150 capítulos e 180 tópicos. O primeiro capítulo do primeiro livro é um antigo índice, enquanto o último capítulo do último livro é um pequeno epílogo composto de 73 versos, que afirma que todos os 32 Yukti – elementos do método de raciocínio correto – foram implantados para criar o texto.
Um fato notável sobre a estrutura do tratado é que todos os capítulos são iniciados em prosa, mudando para versos poéticos ao se encaminhar para o fim, como uma marca, um estilo que é encontrado em muitos textos do antigo sânscrito hindu, onde a mudança de métrica ou de estilo de escrita são usados como um código sintático para sinalizar que o capítulo ou a seção está acabando. Todos os 150 capítulos do texto também terminam com um colofão relatando o título do livro ao qual ele pertence, os tópicos contidos naquele livro (como um index), o número total de títulos no livro e os livros do texto. Finalmente, o texto Artaxastra numera seus 180 tópicos consecutivamente, e não recomeça do primeiro quando um novo capítulo ou um novo livro se inicia.
A divisão entre 15, 150 e 180 dos livros, capítulos e tópicos respectivamente provavelmente não foi acidental, afirma Olivelle, porque autores antigos da maioria dos textos hindus favoreciam certos números, como as 18 Parvas do épico Mahabharata. O maior livro é o segundo, com 1285 sentenças, enquanto o menor é o décimo primeiro, com 56 sentenças. O livro inteiro tem cerca de 5300 sentenças sobre política, governança, bem-estar, economia, proteção de oficiais e reis, inteligência sobre Estados hostis, formação de alianças estratégicas e condução de guerra, exclusivo do índice e do último livro com um estilo de epílogo.

## Cronologia
Olivelle afirma que a camada de texto mais antiga, as "Fontes de Cautília", data do período 150 a.C. - 50 EC. A fase seguinte da evolução do trabalho, a "Recensão de Cautília", pode ser datada para o período 50-125 d.C. Finalmente, a "Redacção Xastra" (ou seja, o texto tal como o temos hoje) é datada do período 175-300 d.C..
O Arthasastra é mencionado e dezenas dos seus versos foram encontrados em fragmentos de tratados de manuscritos enterrados em antigos mosteiros budistas do noroeste da China, Afeganistão e noroeste do Paquistão. Isso inclui o Manuscrito Spitzer (c. 200 EC) descoberto perto de Kizil na China e os pergaminhos de casca de bétula, sendo agora uma parte da Colecção Bajaur (1º ao 2º EC), descobertos nas ruínas de um local budista em Caiber Paquitiancuá em 1999, por Harry Falk e Ingo Strauch.

## Conteúdo

### A necessidade do direito, da economia e do governo
O antigo texto em sânscrito abre, no capítulo 2 do Livro 1 (o primeiro capítulo é o índice), reconhecendo que há um número de escolas existentes com diferentes teorias sobre o número adequado e necessário de campos de conhecimento, e afirma que todas elas concordam que a ciência do governo é um desses campos. O capítulo lista a escola de Brihaspati, a escola de Usanas, a escola de Manu e ela própria como a escola de Cautília como exemplos.
A escola de Usanas afirma, segundo o texto, que existe apenas um conhecimento necessário, a ciência do governo porque nenhuma outra ciência pode começar ou sobreviver sem ela. A escola de Brihaspati afirma, segundo a Artaxastra, que existem apenas dois campos de conhecimento, a ciência do governo e a ciência da economia (Varta da agricultura, gado e comércio) porque todas as outras ciências são intelectuais e mero florescimento da vida temporal do homem. A escola de Manu afirma, segundo a Artaxastra, que existem três campos do conhecimento, os Vedas, a ciência do governo e a ciência da economia (Varta da agricultura, do gado e do comércio) porque estes três se apoiam mutuamente, e todas as outras ciências são ramo especial dos Vedas.
A Artaxastra apresenta então a sua própria teoria de que existem quatro campos de conhecimento necessários, os Vedas, os Anvikshaki (filosofia de Samkhya, Yoga e Lokayata), a ciência do governo e a ciência da economia (Varta da agricultura, do gado e do comércio). É a partir destes quatro que todos os outros conhecimentos, riqueza e prosperidade humana são derivados. O texto de Cautília afirma posteriormente que são os Vedas que discutem o que é Dharma (certo, moral, ético) e o que é Adharma (errado, imoral, antiético), é a Varta que explica o que cria riqueza e o que destrói a riqueza, é a ciência do governo que ilumina o que é Nyaya (justiça, expediente, próprio) e Anyaya (injusto, inexperiente, impróprio), e que é Anvishaki (filosofia) que é a luz destas ciências, bem como a fonte de todo o conhecimento, o guia das virtudes, e os meios para todo o tipo de actos. Diz ele sobre o governo em geral:

Sem governo, aumenta a desordem como no Matsya Nyaya (provérbio sobre a lei dos peixes). Na ausência de governação, os fortes engolirão os fracos. Na presença de governação, o fraco resiste ao forte.

### Raja (Rei)
O Rajarshi seria o "melhor" e "mais sábio rei" ou aquele que tem auto-controlo e não cai nas tentações dos sentidos, que aprende continuamente e cultiva os seus pensamentos, que evita conselheiros falsos e lisonjeiros e, em vez disso, associa-se aos anciãos verdadeiros e realizados, promovendo de forma genuina a  segurança e o bem-estar do seu povo. Ele enriquece e dá poder ao seu povo, pratica ainsa (não violência contra todos os seres vivos), vive uma vida simples e evita pessoas ou atividades prejudiciais, afasta-se da mulher do outro nem anseia pelos bens de outras pessoas. Os maiores inimigos de um rei não são outros, mas são estes seis: luxúria, ira, avareza, presunção, arrogância e imprudência. Um rei justo ganha a lealdade do seu povo não porque é rei, mas porque é justo.